# Filamentní páska
Filamentní páska se skládá z lepidla citlivého na tlak, které je naneseno na polypropylenovou pásku, vyztuženou sklolaminátovými vlákny s vysokou odolností vůči pevnosti v tahu. Tento typ pásky byl vynalezen v roce 1946 Cyrusem W. Bemmelsem, který v té době pracoval pro společnost Johnson & Johnson.
Pásky jsou dostupné v různých návinech a šířkách. K dispozici jsou i různé druhy lepidel. Nejběžněji se používají pásky o šířce 12 – 24 mm. Některé pásky mají tvarovaná vlákna, které pomáhají trhat pásku v příčném směru.

## Použití
Pásky vyztužené skelnými vlákny, tzv. filamentní pásky se používají při nejrůznějších úkonech, např.: k pevnému uzavření kartonových krabic a balíků, k pevnému spojení balených položek, nebo k fixaci baleného materiálu na paletách atd.

## Aplikace
Pásku se skelným vláknem lze aplikovat ručně nebo s odvíječem pásky, který pásku nemuchlá a dokáže jí přesně zastřihnout v potřebné délce.

## Přečtěte si také
- Bedna
- Vlnitá lepenka